# Arctornis albescens
Arctornis albescens är en fjärilsart som beskrevs av Holloway 1999. Arctornis albescens ingår i släktet Arctornis och familjen tofsspinnare. Inga underarter finns listade i Catalogue of Life.